# Esther Memel
Esther Memel, née Esther Emmanuelle Memel le 6 août 1996, est la Miss Côte d'Ivoire 2016 élue le 4 juin de cette année, à la 20e édition du Comité Miss Côte d'Ivoire (COMICI).
Issue d'une famille chrétienne de cinq enfants, elle est à 20 ans titulaire d'une licence professionnelle en commerce et administration des entreprises option assurance,.
Esther Memel participa à la 66e édition de Miss Monde qui s'est tenue le 18 décembre 2016 à Washington DC pour représenter son pays la Côte d'Ivoire,.